# Habib Koité
Habib Koité (Thiès, 1958) is een internationaal bekende Malinese zanger en gitarist. Zijn band, Bamada, bestaat verder uit verschillende West-Afrikaanse talenten, waaronder balafoon-speler Kélétigui Diabaté.

## Muziekstijl
Koité staat vooral bekend vanwege zijn unieke gitaarspel. Hij gebruikt een open pentatonische stemming en zijn muziek klinkt soms als blues of flamenco: twee stijlen die Khalilou Traore hem leerde beheersen.
In zijn band Bamada zijn verder rollen voor de tama, basgitaar, drums, mondharmonica, viool, kabassa en kora. Koité schrijft alle muziek en teksten, die in het Engels, Frans en Bambara worden gezongen.

## Biografie
Koité werd in 1958 geboren. Zijn ouders waren muzikaal actief, en door naar hen te luisteren en kijken leerde hij zelf ook te spelen. Hij ging naar het nationale kunstinstituut van Bamako, de hoofdstad van Mali, en nadat hij daar zes maanden had gespeeld, werd hij in 1978 dirigent. Hij studeerde af in 1982 en vormde zijn band Bamada in 1988. De naam van deze band komt van de bijnaam voor inwoners van Bamako, die te vertalen is als "in de mond van de krokodil". De andere bandleden waren jeugdvrienden van Koité.
Een van de bekendste liedjes van Koité, Cigarette Abana (No more cigarettes), werd voor het eerst opgenomen in 1991. Een andere versie, in Latin-stijl, die later verscheen op zijn cd Baro, zorgde er samen met het liedje Nanalé voor dat Koité in 1992 de Radio France International Discoveries Prize won. Door deze erkenning werd de weg vrijgemaakt voor een eerste tournee buiten Afrika, die in 1994 plaatsvond. In het volgende jaar ontmoette hij zijn manager en bracht hij zijn eerste album Muso Ko uit, die naar de derde plaats klom op de Europese hitlijst voor wereldmuziek. Twee tracks van deze cd, I Ka Barra en Din Din Wo werden meegeleverd met Windows Vista, hetgeen ervoor zorgde dat zijn muziek op miljoenen computers over de hele wereld terechtkwam.
Zijn volgende album, Ma Ya werd onder andere uitgegeven door Putumayo World Music, en dit zorgde ervoor dat zijn muziek ook in de Verenigde Staten doorbrak. Ook het album Baro uit 2001 werd door hen uitgegeven. Koité werd een van de meest succesvolle internationale muzikanten van Mali. Hij speelde samen met onder andere Eric Bibb, Bonnie Raitt en verschillende andere westerse muzikanten. Raitt nodigde Koité ook uit om mee te spelen op haar album Silver lining. Veel van Koités liedjes zijn gebruikt op compilatie-cd's van Putumayo, waaronder Blues Around The World en Mali.

## Discografie

### Albums
- (en) Muso Ko, Habib Koité & Bamada, cd, 1995
- (en) Ma Ya, Habib Koité & Bamada, cd, 1998
- (en) Baro, Habib Koité & Bamada, cd, 2001
- (en) Live!, Habib Koité & Bamada, cd, 2004
- Afriki, Habib Koité & Bamada, cd, 2007

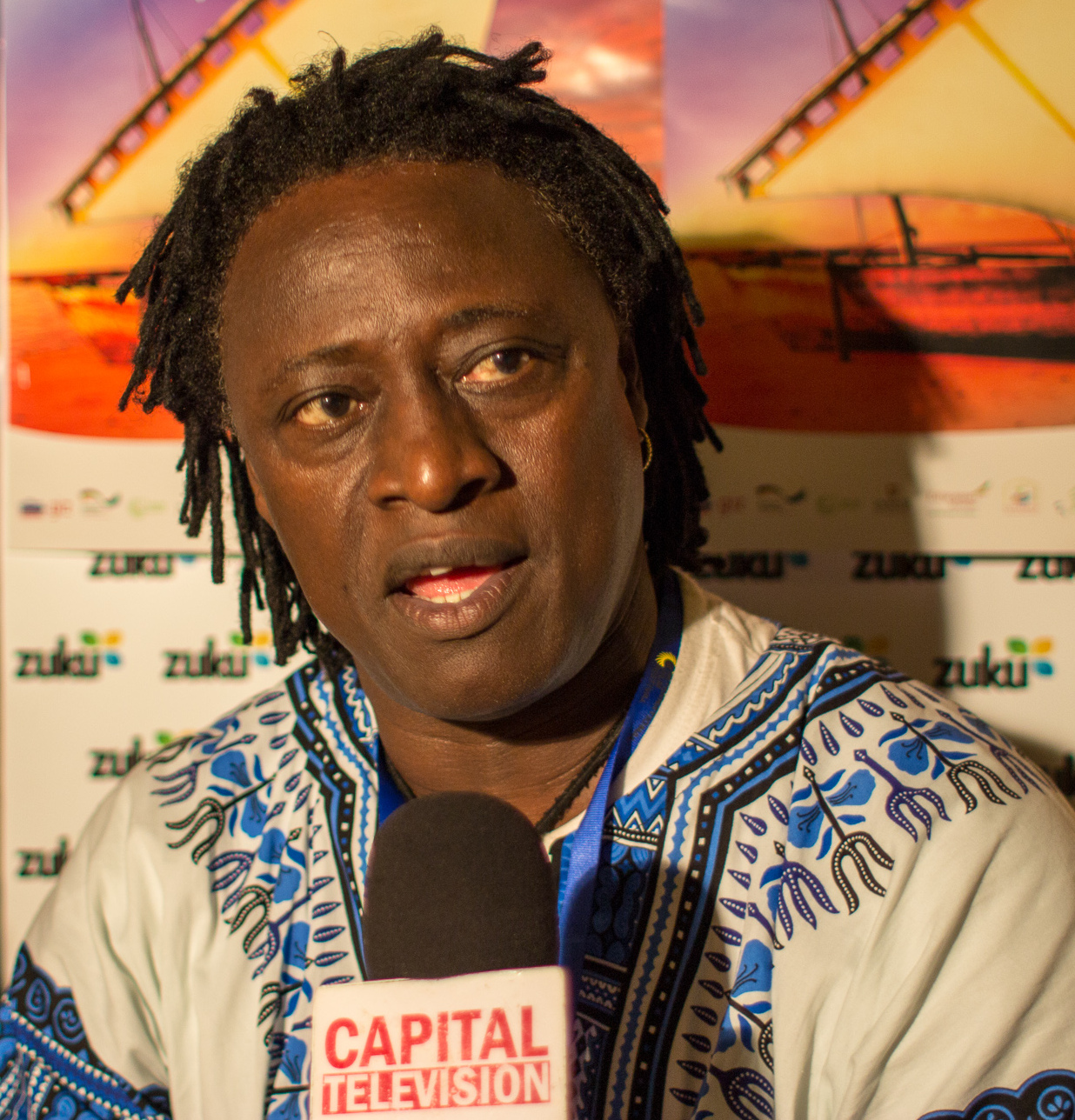
Koite

- Acoustic Africa in concert, Habib Koité, Oliver Mtukudzi & Afel Bocoum, cd/dvd, 2011
- Brothers in Bamako, Habib Koité & Eric Bibb, cd, 2012
- Soô, Habib Koité, cd, 2014
- Kharifa, Habib Koité, cd, 2019